# Сейшельские Острова
Сейше́льские Острова́ (англ. Seychelles о файле/seɪˈʃɛlz/; фр. Seychelles французский: [sɛˈʃɛl], сейш. Sesel [seˈsel]), официальное название — Респу́блика Сейше́лы (англ. Republic of Seychelles [rɪˈpʌblɪk ɒv seɪˈʃɛlz], фр. République des Seychelles [ʁe.py.bˈlik de sɛˈʃɛl], сейш. Repiblik Sesel [repibˈlik seˈsel]) — островное государство в Восточной Африке. Расположено в западной части Индийского океана, немного южнее экватора, примерно в 1600 км к востоку от африканского материка, севернее Мадагаскара.
В состав республики входят 115 островов, обитаемы только 33. Площадь государства — 459 км². Самый большой остров — Маэ (157,3 км²). На нём находятся столица государства Виктория и единственный в стране международный аэропорт. Другие крупные острова — Силуэт, Праслен, Ла-Диг. Множество мелких коралловых островов. Республика Сейшельские Острова — наименее населенная африканская страна. По оценкам на 2023 год, население страны составляет 97 617 человек. Культура и общество Сейшельских островов представляют собой эклектичную смесь французских, британских и африканских влияний с более поздними вкраплениями китайских и индийских элементов. Страна является членом ООН, Африканского союза, САДК, Франкофонии и Содружества Наций.
Сейшельские Острова — единственная африканская страна с высоким уровнем доходов населения. Экономически Сейшельские Острова — самое богатое государство Африки с самым высоким ВВП на душу населения (номинал) и ВВП на душу населения (ППС) и вторым ИЧР (после Маврикия).

## Этимология
Острова были открыты португальскими мореплавателями в 1505 году и названы ими «Семь Сестёр». Впоследствии острова перешли под контроль Франции, и в 1742 году переименованы в честь французского губернатора Бертрана Франсуа Маэ, графа де Лабурдонне, но уже в 1756 году переименованы в честь Жана Моро де Сешеля, министра финансов короля Людовика XV. В 1794 году архипелаг был захвачен англичанами и получил английскую форму наименования — англ. Seychelles.

## История
В 1502 году Васко да Гама, в то время адмирал, проплывая в том районе, обозначил как Адмиральские будущие Амирантские острова, а португальские картографы впервые нанесли на свои компасные карты большой остров Илья Ганаа, ныне остров Маэ. Сохранились свидетельства более раннего их посещения арабскими мореплавателями (могилы IX—X вв. на о. Силуэт, наскальные надписи на о. Фригит (Фрегат). В то время архипелаг был необитаем. В течение следующих более чем двух столетий Сейшельские острова были лишь пристанищем для пиратов.
Первыми из европейцев на архипелаг высадились англичане: в 1609 году его подробно обследовала и описала экспедиция капитана А. Шарпея. Первые постоянные поселения на островах Маэ и Праслен основали французы, которые с 1756 года стали создавать там плантации корицы, гвоздики и ванили. Именно тогда острова получили название по имени министра финансов Франции — Жана-Моро де Сешеля.
Французские колонисты завозили на Сейшельские острова рабов с Мадагаскара и из Восточной Африки. В 1794 году архипелаг захватила Британия, которая с середины XIX века (после отмены в 1835 году рабства) стала поощрять иммиграцию на острова индийцев, занимавшихся торговлей или работавших на кокосовых плантациях. В 1814 году, согласно Парижскому договору, Сейшельские острова официально стали британскими владениями.
В 1840 году острова были административно присоединены к британской колонии Маврикий, откуда на них стали переселяться китайцы. В 1903 году Сейшелы были выделены в отдельную коронную колонию Великобритании. В это же время на островах появились переселенцы из Аравии.
В 1965 году Великобритания отторгла от Сейшел острова Альдабра, Фаркуар, Дерош и некоторые другие. Вместе с архипелагом Чагос они были превращены в Британскую территорию в Индийском океане.
В результате состоявшихся 25 апреля 1974 года парламентских выборов большинство в парламенте страны получила Демократическая партия, премьер-министром стал Джеймс Мэнчем. При провозглашении 29 июня 1976 года независимости Сейшел от Великобритании он стал президентом страны.
5 июня 1977 года в результате вооружённого переворота к власти пришла Объединённая партия народа Сейшельских островов (ОПН), разделявшая марксистские, социалистические взгляды. В 1978 году ОПН была переименована в Прогрессивный фронт народа Сейшельских островов (ПФ), идейной основой которого был провозглашён социализм. В республике по конституции 1979 года была установлена однопартийная система, сельскохозяйственные угодья реквизированы у владельцев, были организованы сельскохозяйственные и рыболовные коллективные хозяйства.
В стране пресечены многочисленные попытки переворотов: только за первые 2,5 года новой власти их было 3, затем в 1982, 1986 и 1987 годах. Подобная попытка была также в 1981 году (под руководством известного наёмника Майка Хоара).
С 1977 года Сейшелами бессменно правил глава ПФ Франс-Альбер Рене (избирался на пост президента в 1979, 1984, 1989, 1993, 1998 и 2001 годах). В 1991 году он и его партия согласились на проведение свободных выборов, а также отказались от марксизма. В 2004 году Рене добровольно ушёл с поста президента, передав его вице-президенту Джеймсу Мишелю, который был переизбран в 2006 и 2011. В 2015 году президентом был избран Дэнни Фор.
В 1993 году со второй попытки была принята новая конституция, провозгласившая отход от прежней линии, многопартийность, приватизацию, рыночное хозяйство и офшоры.
В 2020 году на президентских выборах победил лидер оппозиционной Национальной партии Уовел Рамкалаван.

## География
По геологическому строению Сейшельские острова делятся на гранитные и коралловые.
К 42 островам гранитной группы, общей площадью около 243,7 км², относятся острова Маэ (155 км², высшая точка всего архипелага — 905 м), Праслен (45 км²), Ла Диг, Силуэт и др. Все острова гранитной группы удалены от Маэ не более чем на 50—70 км. Большинство населённых пунктов и основная хозяйственная деятельность на архипелаге сосредоточены на побережьях этих островов.
Во внутренних районах гранитных островов сохранились леса, в которых преобладают редкие виды пальм, панданусы, древовидные папоротники. На прибрежных низменностях естественная флора давно сменилась кокосовой пальмой и другими культурными насаждениями.
Коралловые острова — это плоские атоллы, общей площадью около 211,3 км², возвышающиеся над уровнем океана всего лишь на 4—8 м. Слагающие их известняки практически не удерживают влаги, приносимой муссонами, поэтому на атоллах часты засухи. В условиях экваториального климата (+26 — +28 °C весь год) на маломощных известняковых почвах растёт лишь кокосовая пальма.
Из-за длительной островной изоляции в растительном и животном мире Сейшел очень высок процент эндемиков — птиц, пресмыкающихся и растений, встречающихся только на этом архипелаге.

## Климат
| Показатель                    | Янв. | Фев. | Март | Апр. | Май  | Июнь | Июль | Авг. | Сен. | Окт. | Нояб. | Дек. | Год  |
| ----------------------------- | ---- | ---- | ---- | ---- | ---- | ---- | ---- | ---- | ---- | ---- | ----- | ---- | ---- |
| Абсолютный максимум, °C       | 33,3 | 33,4 | 33,5 | 33,8 | 33,5 | 32,6 | 31,1 | 31,4 | 33,0 | 32,4 | 34,4  | 33,4 | 34,4 |
| Средний суточный максимум, °C | 29,9 | 30,5 | 31,1 | 31,5 | 30,7 | 29,2 | 28,4 | 28,6 | 29,2 | 29,9 | 30,2  | 30,3 | 30,0 |
| Средняя температура, °C       | 27,1 | 27,6 | 28,0 | 28,2 | 28,0 | 26,8 | 26,1 | 26,2 | 26,7 | 27,1 | 27,1  | 27,1 | 27,2 |
| Средний суточный минимум, °C  | 24,6 | 25,2 | 25,4 | 25,5 | 25,7 | 24,9 | 24,2 | 24,2 | 24,6 | 24,7 | 24,4  | 24,4 | 24,8 |
| Абсолютный минимум, °C        | 21,4 | 20,6 | 22,1 | 22,3 | 21,6 | 20,9 | 20,4 | 19,6 | 20,2 | 20,5 | 21,5  | 20,0 | 19,6 |
| Норма осадков, мм             | 394  | 234  | 184  | 185  | 161  | 99   | 95   | 84   | 161  | 173  | 175   | 292  | 2237 |
| Источник: Погода и Климат     |      |      |      |      |      |      |      |      |      |      |       |      |      |

## Природа
Сейшельская пальма произрастает только на Сейшелах, её плод весит 20 кг. Местные жители верят, что именно он был запретным плодом для Адама и Евы. Есть живописный парк «Валле де Мэ», где произрастает роща сейшельских пальм.
На Сейшельских островах встречаются гигантские альдабрские черепахи (Aldabrachelys gigantea). Некоторые из них являются долгожителями (150 лет) и весят более 250 кг.
Пальмовый остров (Праслен) — второй по величине в Сейшельском архипелаге. Здесь обитают редкие виды птиц — Сейшельский малый чёрный попугай-ваза (Coracopsis nigra barklyi) и соловей бульбуль.
Знаменит остров Птиц, ежегодно сюда прилетают гнездиться множество перелётных птиц.
По законодательству Сейшельских островов любому человеку разрешено бесплатно и беспрепятственно отдыхать на любом пляже, в том числе на пляжах любых отелей.

## Население
Республика Сейшельские Острова — наименее населённая африканская страна с населением, по оценкам на 2023 год, в 97 617 человек.
Средняя продолжительность жизни — 74 года (2011).
Годовой прирост — 0,97 % (фертильность — 1,92 рождений на женщину).
Этнический состав: в основном — франко-африканские мулаты, а также европейцы, негры, индийцы, китайцы, арабы.
Языки:
креольский (на основе французского) — 91,8 %, английский (официальный) — 4,9 %, другие — 3,3 % (по переписи 2002 года). 

По данным международной организации франкоязычных стран (МОФ) на 2018 год 53 % населения Сейшельских Островов владеет французским языком.
Религии:
католики (см. Католицизм на Сейшельских островах) 82,3 %, англикане 6,4 %, адвентисты седьмого дня 1,1 %, другие христиане 3,4 %, индуисты 2,1 %, мусульмане 1,1 %, другие нехристиане 1,5 %, неопределившиеся, агностики и атеисты 2,1 % (по переписи 2002 года).
Грамотность населения старше 15 лет — 92 % (по переписи 2002 года).

## Государственное устройство
Сейшельские Острова — президентская республика. Президент — глава государства и правительства, избирается населением на 5-летний срок, допустимо повторное избрание ещё на один срок.
Национальная ассамблея — однопалатный парламент из 35 депутатов (25 — избираются населением, ещё 10 — назначаются пропорционально от партий, получивших на выборах не менее 10 % голосов).
По итогам парламентских выборов в октябре 2020 года в Национальной ассамблее представлены политические партии:
- Сейшельский демократический союз (ранее Демократическая партия) — правоцентристская, 25 мест в парламенте;
- Объединённые Сейшелы (ранее Прогрессивный фронт народа Сейшел) — левоцентристская, 10 мест в парламенте;
- Сейшельская национальная партия — правоцентристская, в парламенте не представлена.

Вооружённые силы Сейшел: сухопутные силы, морская патрульная стража (подразделение военно-морских сил и авиационное подразделение), национальная гвардия. Служба — по контракту. Расходы госбюджета на оборону — 3 %.
Сейшелы официально претендуют на архипелаг Чагос (Британская территория в Индийском океане).

## Административное деление
Республика Сейшельские Острова в административном отношении делится на двадцать пять округов (англ. и фр. district), все они находятся на Внутренних Сейшельских островах, также называемых «гранитными островами». «Внешние острова» (Коралловые острова; англ. Coralline Seychelles, фр. Îles Eloignées, сейш. Zil Elwannyen Sesel; англ. Outer Islands, фр. Îles Extérieures, сейш. Zil Eloigne Sessel) не разделены на округа, являясь таким образом невключённой территорией.

## Экономика
Экономика Сейшел базируется на обслуживании туристов (30 % работающих, более 25 % ВВП и порядка 75 % валютных доходов) и на рыболовстве (консервированная и замороженная рыба — основной экспортный товар).
Выращиваются кокосы, корица и ваниль (на экспорт), батат, кассава (тапиока), бананы, чай. Разводится домашняя птица.
Вклад различных отраслей хозяйства в образование ВВП: сфера услуг 33,5 %, промышленность 16,4 %, строительство 9 %, торговля, ресторанный и гостиничный бизнес 9,2 %, транспорт и связь 28,6 %, сельское хозяйство и рыболовство 3,3 %.
Экономика страны крайне уязвима для внешних потрясений. Она не только зависит от туризма, но и импортирует более 90 % от общего объёма первичных и вторичных факторов производства. Любой спад в сфере туризма быстро выливается в падение ВВП, снижение валютных поступлений, и бюджетные трудности.
Важнейшие статьи экспорта: консервированный тунец; креветки. 

Основные статьи импорта: животные и продукты питания (53 % от этого количества составляет мороженый тунец как сырьё для местных заводов), нефтепродукты, промтовары, транспортные средства и их детали, продукты хим. промышленности, 1 % напитки и табак.
В 1972 году открыт Сейшельский международный аэропорт. В 1978 году основана национальная авиакомпания республики Air Seychelles.
Страна входит в международную организацию стран АКТ.
Бедность и социальные показатели являются одними из лучших в Африке.
Сейшельские острова известны как офшорный центр. Законодательство Сейшел, в частности Закон о международных коммерческих компаниях республики Сейшелы, разрешает регистрацию международных корпораций на Сейшелах (такие компании не обязаны платить налог на Сейшелах) и с 1995 года регистрируются компании международного бизнеса (на 2014 год на Сейшельских островах зарегистрированы более 140 тыс. компаний международного бизнеса).
Сейшельские острова были включены в список офшоров Минфина России под номером 42.

## Культура
На формирование культуры Сейшельских Островов оказали влияние как французы и англичане, владевшие островами, так и переселенцы из Африки, Индии, Мадагаскара.
Прикладное искусство представлено изделиями из волокон пальм и панцирей черепах (остров Маэ), а также изделиями из сейшельской пальмы (остров Праслен).
Литература Сейшельских островов включает произведения на сейшельском креольском языке, а также на французском и английском. Первым сейшельским писателем, прославившимся за пределами страны, стал Антуан Абель, писавший на всех трёх языках.

### СМИ
Государственная телерадиокомпания — Seychelles Broadcasting Corporation (с англ. — «Сейшельская вещательная корпорация»), которая включает в себя телеканал SBC TV, радиоканалы Radyo Sesel и Paradise FM.
В стране выходит несколько газет на всех официальных языках. Среди главных газет есть: ежедневная газета Seychelles Nation (с англ. — «Сейшельская нация»), вестник «Офишл газетт» (Official Gazette — «Официальная газета»), ежемесячный журнал «Пипл» (The People — «Народ»), а также католический журнал «Леко дез иль» (L’echo des Iles — «Эхо островов»).

### Образование
По состоянию на 2018 год, по оценкам всемирной книги фактов ЦРУ, Республика Сейшелы — страна с самым высоким уровнем грамотности в Африке — 95,9 % населения (95,4 % мужчин и 96,4 % женщин) в возрасте от 15 лет и старше умеют читать и писать.
На Сейшелах расположено 68 школ на 4 островах и один вуз — Университет Сейшельских Островов.

## Спорт
Ассоциация Олимпийских игр и Игр Содружества Сейшельских Островов была создана в 1979 году и входит в состав Международного олимпийского комитета. Сейшелы начали своё участие в летних Олимпийских играх с Олимпиады 1980 года в Москве, но до настоящего времени не завоевали ни одной олимпийской медали. Кроме того, ещё в 1924 году уроженец Сейшельских Островов Анри Добан де Силуэт выступал на Олимпийских играх в Париже в составе сборной Великобритании. В зимних Олимпийских играх страна участия не принимает.
Первые упоминания о футбольных турнирах на Сейшельских Островах относятся к 1936 году. Сейшельская футбольная федерация была основана в 1979 году, и с этого времени на островах регулярно проводится национальный чемпионат. В 1986 году страна вступила в ФИФА и КАФ. Национальная сборная Сейшел считается одной из самых слабых команд как в Африке, так и в мире. Её главным успехом стала победа на Играх островов Индийского океана в 2011 году.
В XXI веке на Сейшельских Островах начал активно развиваться пляжный футбол. В 2015 году в Рош Кайман страна приняла Кубок африканских наций, а в 2025 году в столице Виктория состоится чемпионат мира, ставший первым на территории Африки.

## Фотогалерея
- Виктория
- Порт Виктории
- Остров Маэ
- Анс-Лазио (Праслен)
- Ла-Диг
- Остров Маэ
- Остров Маэ
- Остров Муайен
- «Коко-де-мер», плоды сейшельской пальмы (Праслен)
- Гиганские черепахи (Dipsochelys hololissa), остров Кузин